# Scarborough—Rouge Park (circonscription provinciale)
Circonscription électorale provinciale du Canada
Scarborough—Rouge Park est une circonscription provinciale de l'Ontario représentée à l'Assemblée législative de l'Ontario depuis 2018. 

## Géographie
Située au nord de Toronto, la circonscription consiste en une partie de la ville de Brampton dans la municipalité régionale de Peel.
Les circonscriptions limitrophes sont Scarborough—Guildwood,  Scarborough—Agincourt, Markham—Stouffville et Markham—Thornhill.  

## Historique
| Législature | Années       | Député | Député             | Parti                     |
| --- | ------------ | ------ | ------------------ | ------------------------- |
| Scarborough—Rouge Park Circonscription recréée de Pickering—Scarborough-Est, Scarborough—Guildwood et Scarborough—Rouge River |              |        |                    |                           |
| 42e | 2018-2022    |        | Vijay Thanigasalam | Progressiste-conservateur |
| 43e | 2022–Présent |        | Vijay Thanigasalam | Progressiste-conservateur |

## Circonscription fédérale
Depuis les élections provinciales ontariennes du 4 octobre 2007, l'ensemble des circonscriptions provinciales et des circonscriptions fédérales sont identiques.